# 빈폴
빈폴(BEAN POLE)은 대한민국의 패션 브랜드로, 삼성물산의 대표적인 의류 브랜드 중 하나이다. 1989년 네오 트레디셔널(Neo Traditional)을 표방하며 런칭하였다. 2012년 런던 올림픽 대한민국 대표 선수단의 단복을 제작하였다. 또한 하위 브랜드인 빈폴 아웃도어가 2014년부터 삼성 라이온즈의 의류 공급업체로 선정되었다.

## 상품
- 빈폴 키즈
- 빈폴 아웃도어
- 바이크 리페어 샵
- 빈폴 액세서리
- 빈폴 레이디스
- 빈폴 맨
- 빈폴 골프

## 같이 보기
- 삼성물산